# Saint-Hilaire-sous-Romilly
 Saint-Hilaire-sous-Romilly  es una población y comuna francesa, en la región de Champaña-Ardenas, departamento de Aube, en el distrito de Nogent-sur-Seine y cantón de Romilly-sur-Seine-1.

## Demografía
| 265 | 259 | 289 | 318 | 347 | 333 |
| Para los censos de 1962 a 1999 la población legal corresponde a la población sin duplicidades (Fuente: INSEE [Consultar]) |     |     |     |     |     |